# Fraise du Périgord
 (novembre 2015).
Si vous disposez d'ouvrages ou d'articles de référence ou si vous connaissez des sites web de qualité traitant du thème abordé ici, merci de compléter l'article en donnant les références utiles à sa vérifiabilité et en les liant à la section « Notes et références ».
Fraise du Périgord est une indication géographique attachée à une production agricole française de fraises dévolue au commerce alimentaire. Celle-ci est préservée via une IGP.
C'est grâce à une exposition ensoleillée, de l'eau disponible, des sols légers et riches en humus et une main d’œuvre disponible abondante que les agriculteurs du Périgord peuvent cultiver des fraisiers et assurer les volumes de production de cette fraise. La température régulée par une exposition à l'océan, permet une croissance et un mûrissement homogènes des fraises. Pour la fraise, c'est la première filière de production à vocation commerciale de l'Union européenne à avoir été préservée via le système IGP. Deux cents agriculteurs produisent de la fraise du Périgord. 

## Historique de la culture du fraisier dans le Périgord et émergence de la filière Fraise du Périgord
Apparu en 1895 en Dordogne, le fraisier poussait tout d'abord du côté de Saint-Estèphe et d'Église-Neuve-de-Vergt. Les paysans le cultivaient d'abord entre les rangs de vigne. Il s'agissait d'une variété à gros fruit essentiellement proposée au marché. La monoculture  du fraisier en Périgord s'est surtout développée après la Seconde Guerre mondiale et est passée d'une production locale et familiale à une production à gros volume. Au début des années 1950, un négociant allait chercher la récolte dans les fermes avec une camionnette quelques fois dans la semaine, voir s'il y en avait suffisamment. Dès lors, les paysans ont connu le passage de la culture traditionnelle à un début de production de masse. De nombreux négociants apparaissent alors pour commercialiser les fraises de ce département aux marchés de Bordeaux ou Paris, et en exportant vers l'Allemagne et l'Angleterre, malgré la fragilité du produit.
Les agriculteurs ont installé leurs nouvelles monocultures fruitières, les « fraiseraies », sur des terres particulièrement adaptées à cette culture intensive mais aussi à proximité d'une grande ville, Périgueux, pour son marché, et proche des voies d'un petit train, pour en faciliter la commercialisation. En 1959, ceux-ci créent la première coopérative « fraisicole » du Périgord (Bitarelle) qui regroupe une vingtaine d'adhérents dont elle commercialise la production.
En 1969, le marché de la fraise de Vergt est créé pour réunir les acheteurs et les agriculteurs en un même point et fixer les cours. Il connait un franc succès de par la renommée des fraises qui y sont proposées. Avec l'importance économique de cette production agricole dans la région, le congrès international de la Fraise se tient à Périgueux en 1976.
Reconnu pour une certaine qualité, la valorisation de ce produit est très vite optimisée et connue dans toute la France. Le premier coup promotionnel a lieu en 1971 quand des agriculteurs distribuent gratuitement des barquettes dans la ville de Paris. À cette époque-là, la fraise connait un essor important dans la région : 1 330 hectares et 24 700 tonnes produites en 1990. Aujourd'hui il n'existe plus que 200 producteurs pour environ 7 500 tonnes produites.
En 1994, les agriculteurs de la filière se sont réunis via l'Union Interprofessionnelle de la Fraise du Périgord (UIFP), qui est une association à but non lucratif loi de 1901 pour gérer la filière « Fraise du Périgord ». Elle vise à garantir et contrôler le respect du cahier des charges attaché à l'IGP, ainsi que d'en assurer sa promotion. Il existe également une Confrérie de la Fraise du Périgord, outil promotionnel de la filière, qui se distingue dans les différentes manifestations de la Dordogne, notamment lors de la fête de la fraise à Vergt et pendant l'opération « Le Périgord à Montmartre ». Elle a pour objectif de mieux faire connaitre le produit en introduisant des personnalités et célébrités dans la confrérie.
Depuis 2007, un plan départemental « Fraise du Périgord » est mis en place par le conseil général. C'est le premier plan à inclure les normes respectueuses de l'environnement. 
Pour les années à venir, il est possible que les fraises produites en hors-sol et respectant le cahier des charges (qualité gustative, cueillette à maturité, respect des variétés sélectionnées, etc.) soient admises dans l'IGP. Cela permettrait de gérer l'offre sur une plus longue durée et de faciliter le travail des exploitants. Cela reste cependant un sujet controversé.

## Produit

### Variétés
La filière de la fraise en France a dû s'adapter à la concurrence espagnole massive et maintenant allemande, avec le développement de la culture sous serre et hors-sol. De plus, portant la gariguette comme drapeau à cause de son goût légèrement acidulé et très aimée des consommateurs, les producteurs étaient aux prises avec des soucis de rendement car elle est peu productive : quinze tonnes à l'hectare contre vingt-cinq tonnes pour une variété classique.
Longtemps berceau de la fraise, la Dordogne a dû se démarquer par une recherche variétale spécifique. Des variétés, particulièrement gustatives mais aussi assez résistantes ont donc été choisies ou créées.
À Douville, en Dordogne, se trouve un centre de création variétal, le Ciref, qui a développé plusieurs variétés telles que la cirafine, la ciflorette, la cigaline, et la charlotte en 2004, dont certaines variétés labellisées sous l'IGP.
Seules sept variétés de fraises sont admises à l'IGP :
- cigaline ; forme allongée, très brillante, aromatique, sucrée et acidulée ;
- cirafine : rouge vif, très brillante, forme allongée, légèrement aromatique, sucrée et acidulée ;
- darselect : rouge brique à pourpre, brillance moyenne à forte, forme conique, longue ou courte, ferme et juteuse ;
- elsanta : rouge orangé à rouge brique, brillance moyenne à forte, forme conique, moyennement acide, ferme ;
- gariguette : rouge vif, très brillante, forme allongée, aromatique, sucrée et acidulée ;
- mara des bois : rouge vif, brillance moyenne à forte, forme irrégulière, moyennement acide, très parfumée, très aromatique ;
- seascape ; assez grosse, bonne brillance, arrondie, légèrement aromatique, sucrée.

Les différentes variétés permettent d'avoir une saison de six mois, avec des variétés de printemps : fin avril à mi-juin comme la gariguette, et des variétés remontantes : mi-juin-fin octobre comme la mara des bois ou la charlotte.

### Critères spécifiques attendus
Dans un premier temps, la fraise du Périgord cultivée doit être issue de variétés prédéfinies par une commission interprofessionnelle d'agrément. Ces variétés, cultivables sous le nom de « fraise du Périgord », sont sélectionnées pour leurs qualités gustatives (gariguette, elsanta, darselect, seascape, mara des bois, selva). 
Dans un second temps, pour qu'elle puisse bénéficier de l'appellation de qualité IGP, des caractéristiques physicochimiques spécifiques sont attendues, notamment un aspect brillant, une coloration rouge vif, un calibre, une maturité (ni précoce, ni tardive), une forme homogène et le taux de sucre du produit final doit répondre à un seuil établi pour chaque variété et mesuré par réfractométrie. Ces critères objectifs peuvent cependant varier d'une variété à l'autre car chacune possède ses spécificités. Mais d'autres critères de qualité restent standards pour toutes les variétés, les traces dues à des maladies ou à de la pourriture sont notamment prises en compte. Les fraises doivent être récoltées pour pouvoir être offertes encore fermes.

## Territoire concerné
La fraise du Périgord est liée à son territoire de par ses spécificités : des sols calcaire avec la présence quasi automatique de forêt, notamment de châtaigniers, propres à la région. Ainsi les sols sont naturellement riches en humus. Le relief vallonné des exploitations est lui aussi caractéristique de la région.

### Géographie

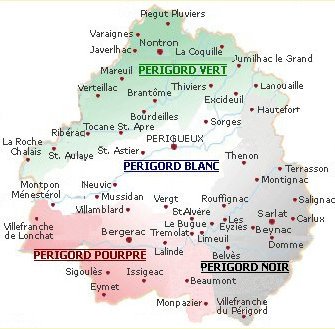
Carte du Périgord.

Pour que les fraises produites puissent bénéficier de l'appellation « fraise du Périgord », elles doivent être produites sur une zone bien spécifique. Cette dernière englobe une grande partie du territoire de la Dordogne ainsi que les communes limitrophes du Lot (32 anciens cantons pour la Dordogne, et neuf communes pour le Lot).
Le département de la Dordogne se trouve sur les derniers contreforts du Massif central et les premières plaines du bassin aquitain. Il est aussi lié aux causses de la Corrèze et du Lot, ainsi qu'aux champagnes charentaises.
Pour produire la fraise du Périgord, il est nécessaire d'avoir les caractéristiques géologiques et forestières de la région. Les forêts sont omniprésentes dans les fraiseraies, ce qui permet un apport riche et naturel en humus. La région bénéficie aussi d'un climat tempéré régulier.

### Géologie
La zone de production de la fraise du Périgord est caractérisée par un sol argilo-silicieux qui recouvre un sol majoritairement de type calcaire secondaire. L'IGP délimite les parcelles cultivables qui doivent posséder un sol facilement réchauffable et non inondable. Les sols cultivés ont une composition qui oscille entre 10 et 15 % d'argile et de 35 à 60 % de sable fin et de graviers, présentant souvent un pH légèrement acide compris entre 5,5 et 6,8. Cependant, ce dernier ne doit pas présenter de calcaire actif. Les sous-sols de la zone délimitée par l'IGP sont principalement composés d'une roche mère, la serpentine ou de sable du Périgord. Sur une partie plus réduite, on peut trouver de l'oolithe, elle aussi une roche mère.
Cette propriété agronomique du sol confère aux cultures leur originalité. Les productions se situent sur les coteaux (aux alentours de 100 à 300 m d'altitude). Les parcelles concernées sont implantées sur un sol dit « neuf », c'est-à-dire récemment déboisé. Une exposition ensoleillée est préférable pour favoriser la maturation des fruits, de plus les agriculteurs sont encouragés à pratiquer la rotation des cultures par l'interprofession.

### Climatologie
La région bénéficie d'un climat régulier qui est aussi influencé par l'ouverture sur le climat océanique. Sur cette zone, le climat est tempéré et régulier. Pour des températures douces de l'ordre de 12 °C en moyenne, la pluviométrie relativement importante est d'environ 800 à 900 mm/an.
Il est important que les fraiseraies soient soumises à ces conditions climatiques sans amplitude pour permettre une croissance  et une maturation homogènes des fraises.

## Production

### Technique agraire

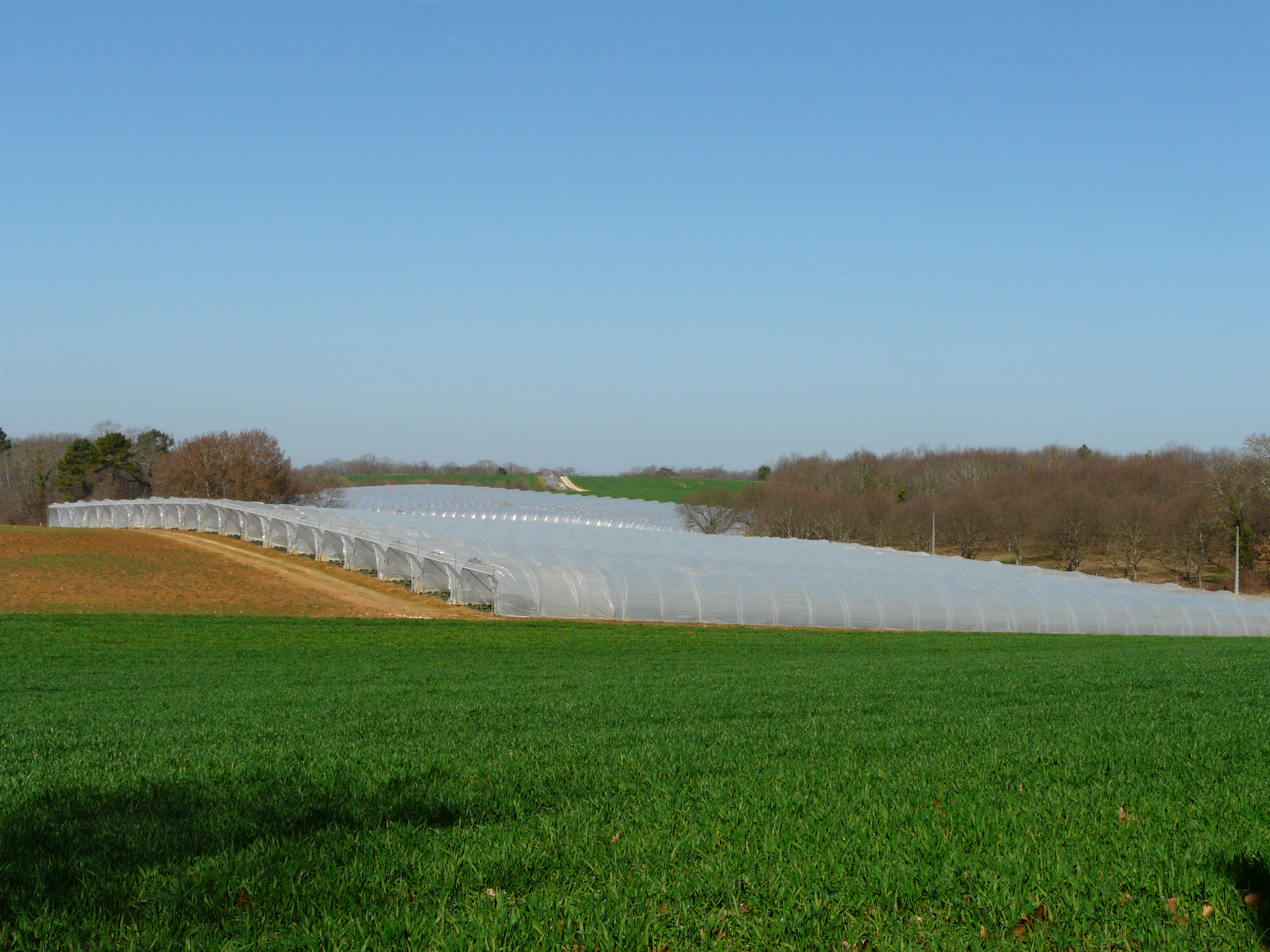
Tunnels de fraisiculture à Fouleix, quelques kilomètres au sud-ouest de Vergt.

Au-delà de la zone délimitée, des sols nécessaires et des variétés à utiliser pour bénéficier de l'appellation « fraise du Périgord », l'IGP impose d'autres consignes au niveau des techniques utilisées pour la culture, l'entretien et la récolte. Notamment la préparation au préalable du sol à l'aide d'amendements à base de fumures de manière ponctuée (tous les quatre ans), ainsi qu'une rotation culturale. Une désinfection douce des sols par vapeur est généralement employée sur ces mêmes parcelles en repos. À l'issue de ces préparations du sol, l'analyse globale de son état est effectuée.
Les plants utilisés doivent être certifiés et répondre à la liste établie (voir tableau ci-dessous). De plus, lors de la plantation, il doit y avoir au plus six pieds par mètre carré abrité. L'irrigation des plants doit être réfléchie et adaptée au stade de croissance du végétal et aux conditions climatiques observées au préalable : on parle d'« irrigation raisonnée ». La même approche se retrouve pour l'entretien des cultures, avec une application diversifiée des familles chimiques, pour les traitements phytosanitaires. De plus, l'utilisation d'auxiliaires de culture est favorisée, pour limiter l'utilisation d'agents chimiques.  
L'UIFP dresse chaque année une liste exhaustive des produits et des auxiliaires potentiellement utilisables pour les cultures de « fraise du Périgord ».               
La récolte est une étape primordiale dans la production de la fraise du Périgord. De ce fait, des conditions bien particulières sont appliquées. Ainsi, la cueillette des fraises se réalise sous abri et à la main, au moment de la maturation. C'est-à-dire quand l'indice de sucre de chaque variété mesuré à l'aide de l'indice réfractométrique atteint son seuil optimal. Elles doivent être alors mises en barquettes munies de coussins, pour conserver toutes leurs qualités.

### Détails de production
La production de fraises en France représente 4 % de la production européenne et la fraise du Périgord représente un quart de cette production. Aujourd'hui, entre 5 000 et 7 500 tonnes de fraises produites en Périgord répondent à l'IGP.
| Production 2013      | Dordogne        | France    |
| -------------------- | --------------- | --------- |
| Surface              | 372 hectares    | 884 ha    |
| Dont sous serre      | 313 hectares    | 680 ha    |
| Production           | 74 028 quintaux | 198 936 q |
| Dont sous serre      | 65 417 quintaux | 165 982 q |
| Rendement            | 199 quintaux    | 1 127 q   |
| Rendement sous serre | 209 quintaux    | 1 483 q   |

## Mise en marché

### Tri du produit
Avant de conditionner le produit et avant sa commercialisation, il est examiné puis se voit attribuer une note d'agréage. Plusieurs caractères sont pris en compte dans la notation du produit : la maturité, la coloration, la fermeté, le calibre, la brillance, la présentation, la forme, les défauts, la sècheresse ou l'humidité. Cette méthode permet d'obtenir une note la plus objective possible, basée sur des critères sélectifs du produit.
Par la suite, cette note permet de classer le même produit, noté dans des catégories comprises entre A et D. La catégorie voulue pour considérer le fruit comme « fraise du Périgord » est la B. Le produit arrive à cette catégorie si sa note d'agréage est supérieure ou égale à 9. Quand les fruits ont été sélectionnés, leur taux de sucre est mesuré par sondage réfractométrique afin de s'assurer de la qualité gustative du produit. 
Ces étapes sont essentielles pour la sélection du fruit, car la fraise du Périgord, en tant que produit de qualité, doit répondre aux exigences du marché.

### Conditionnement
Les fraises sont directement placées en hall climatisé et maintenues entre 10 et 12 °C. La durée maximale de leur entreposage est de 48 h, après quoi elles sont transportées en camion réfrigéré à 12 °C, ou 6 °C s'il s'agit de fraises destinées à l'exportation. 
Elles sont disposées dans des barquettes de 250 ou 500 g, équipées de coussins ou de dispositifs équivalents, pour prévenir de la fragilité du fruit. Les barquettes sont également étiquetées, pour assurer au consommateur qu'elles sont bien produites en Périgord, cueillies à maturité optimale. L'étiquetage indique également un numéro correspondant à un producteur, permettant la traçabilité du produit, du producteur au consommateur.

## Le marché
Évolution de la filière fraise en France de 2009 à 2013 :
|                                           | 2009    | 2010    | 2011    | 2012    | 2013    |  |
| ----------------------------------------- | ------- | ------- | ------- | ------- | ------- |  |
| Production                                |         |         |         |         |         |  |
| Surfaces récoltées (en ha)                | 2 945   | 2 907   | 3 080   | 3 236   | 3 214   |  |
| Rendements (en tonnes/ha)                 | 15,49   | 15,98   | 16,30   | 16,94   | 17,23   |  |
| Volumes récoltés (en tonnes)              | 45 604  | 46 448  | 50 210  | 54 817  | 55 376  |  |
| Échanges                                  |         |         |         |         |         |  |
| Exportations (en tonnes)                  | 23 292  | 18 001  | 18 179  | 20 388  | 17 273  |  |
| Exportations (en M€*)                     | 46,23   | 37,25   | 44,19   | 48,85   | 41,44   |  |
| Importations (en tonnes)                  | 108 545 | 93 486  | 91 042  | 104 636 | 94 148  |  |
| Importations (en M€*)                     | 186,20  | 170,09  | 193,78  | 199,24  | 167,31  |  |
| Soldes (en tonnes)                        | -85 235 | -75 485 | -72 863 | -84 243 | -76 875 |  |
| Soldes (en M€*)                           | -139,97 | -132,84 | -149,59 | -150,38 | -125,86 |  |
| Consommation ménages : évolution annuelle |         |         |         |         |         |  |
| en volume                                 | 8,2 %   | -4,7 %  | -0,1 %  | 10,9 %  | 0,4 %   |  |
| en valeur                                 | -0,5 %  | 9,7 %   | 2,8 %   | 8,0 %   | 6,1 %   |  |

* : M€= million d'euros 
L'importation de fraises est importante et de ce fait les producteurs français subissent une concurrence venant des pays voisins comme l'Espagne. La fraise du Périgord est obligée de se démarquer des autres fraises françaises ou étrangères car son prix au kilo reste plus élevé. 
Focus sur la région du Sud-Ouest (comptant Aquitaine et Midi-Pyrénées) qui est la région la plus productrice de France :
| Estimation 04/2014          | Centre Ouest | Sud-Ouest | Sud-Est | Autres bassins | France |
| --------------------------- | ------------ | --------- | ------- | -------------- | ------ |
| Surface plein air           | 162          | 0         | 208     | 130            | 500    |
| Abris bas (tunnels nantais) | 21           | 224       | 207     | 158            | 210    |
| Abris hauts (serres)        | 311          | 836       | 437     | 555            | 2 139  |
| Total                       | 494          | 1060      | 852     | 843            | 2 249  |
| Évolution en 1 an           | -1 %         | 0 %       | 3 %     | //             | 1 %    |
| Évolution en 5 ans          | -3 %         | -1 %      | 15 %    | //             | 3 %    |
| Total Production            | 6 132        | 23 399    | 17 242  | 10 925         | 57 698 |
| Évolution sur un an         | -6 %         | 5 %       | 7 %     | //             | 4 %    |
| Évolution sur cinq ans      | -4 %         | 9 %       | 23 %    | //             | 11 %   |

Cependant, depuis 2000, les surfaces cultivées en Aquitaine ont été réduites de presque la moitié mais les rendements ont augmenté.

### Vente
La fraise du Périgord fait son entrée sur le marché exclusivement par l'intermédiaire de trois coopératives agricoles : les Établissements Pasquet, les Établissements Chinours SARL, et Socave SA. Ces structures sont responsables du conditionnement des productions. Pour pouvoir les commercialiser, les coopératives doivent adapter leurs installations pour préparer ce produit. Il doit y avoir mise en place de systèmes spécialisés pour appliquer les critères destinés à valoriser le produit (voir ci-dessus).
À la suite de l'achat, du tri et du conditionnement du produit, les fraises du Périgord sont redistribuées dans les grandes surfaces, moyennes surfaces et auprès des grossistes, mais également par vente directe et sur le marché de détail. La commercialisation de la fraise du Périgord touche donc de nombreuses structures de redistribution, cependant son commerce se déroule exclusivement en France. De ce fait, ce produit, en plus de s'inscrire dans une identité régionale, reste un produit national.
Part des différents circuits de commercialisation (en 2005) : 
Part des différents circuits de commercialisation
D'après le cahier des charges, les fraises du Périgord doivent être bien présentées en rayon et clairement distinguées des autres produits non certifiés. Elles peuvent être valorisées grâce à des publicités sur le lieu de vente (PLV).

### Consommation
La fraise est l'un des fruits préférés des Français, et représente pour ses consommateurs l'arrivée du printemps, ce qui en fait un fruit estival. Sa consommation par habitant est en moyenne de 3,7 kg par an, dont les deux tiers sont des fraises étrangères.  
En général, les productions de fraises ont une diversité de variétés qui sont soit précoces, soit remontantes. Cela induit une production plus prolongée dans le temps : ainsi, la commercialisation annuelle et la consommation sont étendues sur une plus grande période qui peut durer jusqu'à six mois. Il est intéressant de voir que la fraise du Périgord entre entièrement dans cette logique en produisant ces deux types de fraises. Elle s'inscrit ainsi parfaitement dans le marché de saison comme dans le marché tardif, suivant la période de consommation du début jusqu'à la fin.  
Les principaux points d'achat sont les supermarchés et hypermarchés car le prix du produit et plus faible que sur les marchés ou dans les magasins de primeurs. C'est aussi parce qu'on y trouve des fraises importées, d'Espagne principalement, qui sont nettement moins chères.  
Mais la filière française a préféré se différencier à l'aide d'une recherche variétale coûteuse pour trouver des variétés se démarquant des produits étrangers par leurs qualités gustatives. La star incontestée reste la gariguette, au goût très apprécié des consommateurs français, mais qui reste très fragile et difficile à manipuler, puis viennent la mara des bois et la charlotte.